# Schaakbond Groot-Amsterdam
De Schaakbond Groot-Amsterdam, afgekort SGA, is een bij de KNSB aangesloten regionale schaakbond die schaakactiviteiten organiseert in Amsterdam en omstreken. De SGA werd opgericht op 25 maart 1969 als fusie tussen de Amsterdamse Schaakbond (ASB) en de Hoofdstedelijke Schaakbond (H.S.). Bij de SGA zijn anno 2025 25 schaakverenigingen aangesloten.

## Geschiedenis
De geschiedenis van de SGA gaat terug tot 1923.

### Amsterdamsche Schaakcompetitie
Voorheen waren Amsterdamse schaakverenigingen aangesloten bij de Noord-Hollandse Schaakbond, waar zij ook deelnamen in de competitie. Omdat het spelen van competitiewedstrijden in de provincie tijdrovend was en met hoge kosten gepaard ging, bestond er behoefte aan een eigen Amsterdamse competitie.
Op 28 september 1923 voerden afgevaardigden van Amsterdamse schaakverenigingen overleg. Daarbij werd afgesproken een Amsterdamse competitie op te richten, doch buiten de Nederlandse Schaakbond om.
De competitie startte met 20 teams van 10 spelers, verdeeld over vier klassen. D.O.S. eindigde in het eerste seizoen op de eerste plaats. Gaandeweg groeide het aantal deelnemende clubs.

### Amsterdamse Schaakbond
Na twee seizoenen competitie bestond bij de clubs de wens om een schaakbond op te richten. Op 18 december 1925 vond de oprichtingsvergadering van de Amsterdamse Schaakbond (ASB) plaats. Op 16 december 1928 besloot de ASB om zich aan te sluiten bij de Nederlandse Schaakbond.
Na de Tweede Wereldoorlog verslechterde de relatie tussen de ASB en KNSB. De oorzaak daarvan was dat de KNSB steeds hogere contributie ging vragen van de leden. Die contributie kwam grotendeels ten goede aan het reisfonds, dat gebruikt werd om reiskosten zo eerlijk mogelijk over de clubs te verdelen. De uitkeringen uit dat fonds kwamen echter vooral ten goede aan de provinciale bonden, waar soms grote afstanden afgelegd moesten worden. In Amsterdam speelde het reiskostenprobleem vrijwel niet, omdat de speellocaties dicht bij elkaar liggen. Binnen de ASB leidde dat bij menigeen tot onvrede, omdat men van de afgedragen contributie vrijwel niets terugzag. 
Op de gedelegeerdenvergadering van de ASB op 5 februari 1955 diende de gedelegeerde van S.C. Max Euwe een motie in om het lidmaatschap van de ASB op te zeggen. Het voorstel kreeg een meerderheid en de ASB ging onafhankelijk van de Schaakbond verder.

### Scheuring in de ASB - oprichting Hoofdstedelijke Schaakbond
Niet alle Amsterdamse schaakverenigingen waren het ermee eens om het lidmaatschap van de KNSB op te zeggen. Als tegenreactie werd op 12 mei 1955 de Hoofdstedelijke Schaakbond opgericht, die zich wederom aansloot bij de KNSB. Veertien verenigingen sloten zich direct bij de nieuwe bond aan.
De eerste jaren na de splitsing bestonden er vijandelijkse spanningen tussen beide bonden. Leden van de H.S. die deelnamen aan activiteiten van de ASB, konden worden geroyeerd, wat in enkele gevallen ook is gebeurd. Clubs van de verschillende bonden weigerden tegen elkaar te spelen.
Gaandeweg gingen de emoties weer liggen en ontstond binnen de Amsterdamse schaakwereld het gevoel dat beide bonden weer moesten samengaan. Na enkele toenaderingspogingen lukte het in 1969 om de neuzen dezelfde kant op te krijgen en gingen beide bonden weer samen onder de naam Schaakbond Groot-Amsterdam.

## Activiteiten
De SGA organiseert onder meer de volgende activiteiten:
- De SGA-competitie, bestaande uit 5 klassen;
- De Wil Haggenburg-trofee voor het persoonlijk kampioenschap. Tot 2017 werd voor het persoonlijk kampioenschap een seperaat toernooi georganiseerd. Vanaf 2018 is het persoonlijk kampioenschap geïntegreerd in andere schaaktoernooien.
- De SGA-cup, een bekertoernooi voor clubs, bestaande uit 3 klassen.
- Het snelsschaaktoernooi;
- Het veteranenkampioenschap;
- Toernooien en competities voor de jeugd;
- Diverse trainingen en cursussen.

## Leden
Anno 2023 zijn bij de SGA 25 schaakverenigingen aangesloten. 12 van deze schaakverenigingen hebben een jeugdafdeling. De schaakverenigingen zijn gevestigd in de gemeenten Amsterdam, Amstelveen, Almere, Diemen, Gooise Meren, Uithoorn en Weesp.
Naast de grotere en bekendere verenigingen VAS, Caïssa, SV Amsterdam West, Almere en Zukertort, zijn ook een aantal bijzondere verenigingen lid van de SGA. Eén van de oudste leden is bijvoorbeeld de TOG (Tot Ons Genoegen), opgericht in 1921, een schaakvereniging voor doven. De Wachter is de personeelsvereniging van De Nederlandsche Bank. De Amsterdam Berserkers is een vriendenteam dat na drie promoties is doorgedrongen tot de Eerste Klasse van de KNSB-competitie. Het jongste lid van de SGA is De Queer Schaakclub, een vereniging die zich richt op de lhbt-gemeenschap. De Queer Schaakclub sloot zich in 2024 bij de SGA aan.

### Overzicht leden[10]
- Schaakvereniging Almere
- Schaakvereniging De Amstel (Uithoorn)
- Amsterdam Berserkers
- Schaakvereniging Amsterdam West
- Boven IJ – Nieuwendam
- Caïssa (Amsterdam)
- Chaturanga
- ENPS
- Espion
- Fischer-Z
- Isolani
- Laurierboom-Gambiet
- Muider Schaak Kring, Muiderberg
- Oosten-Toren, Diemen
- Paard d4
- Pegasus Amstelveen
- De Queer Schaakclub
- SV De Raadsheer
- TOG
- Vereenigd Amsterdamsch Schaakgenootschap
- De Volewijckers
- De Wachter
- Weesper Schaakclub, Weesp
- Zukertort Amstelveen
- Zwart op Wit